# Emerson Leão
Emerson Leão (Ribeirão Preto, 11 de julio de 1949) es un exfutbolista y entrenador brasileño. Considerado uno de los mejores arqueros sudamericanos de los años 1970 y uno de los grandes arqueros brasileños de todos los tiempos. Dedicado a la dirección técnica, también ha sido entrenador de varios equipos.
Es el único jugador que ha estado en una misma sede mundialista dos veces, en México 1970 y luego dieciséis años más tarde México 1986, en el banco con el mismo número de camiseta, el 22.

## Carrera
Sus mejores actuaciones a nivel internacional las hizo con la selección de su país, con la que disputó 106 partidos. Jugó los Mundiales de 1970 en México (suplente, el titular era Félix), su equipo obtiene la Copa del Mundo; de Alemania 1974 quedando en 4º lugar, en Argentina 78 con Zico quedando en el 3º puesto y también estuvo en México 1986, donde estuvo como suplente y con el equipo eliminado en cuartos de final.

### Participaciones en Copas del Mundo
| Mundial              | Sede      | Resultado        | Partidos | Goles |
| -------------------- | --------- | ---------------- | -------- | ----- |
| Copa Mundial de 1970 | México    | Campeón          | 0        | 0     |
| Copa Mundial de 1974 | Alemania  | Cuarto lugar     | 7        | –4    |
| Copa Mundial de 1978 | Argentina | Tercer lugar     | 7        | –3    |
| Copa Mundial de 1986 | México    | Cuartos de final | 0        | 0     |

### Participaciones en Copa América
| Copa              | Sede          | Resultado    | Partidos | Goles |
| ----------------- | ------------- | ------------ | -------- | ----- |
| Copa América 1979 | Sin sede fija | Tercer lugar | 6        | –9    |
| Copa América 1983 | Sin sede fija | Subcampeón   | 8        | –5    |

## Trayectoria

### Como futbolista
| Club          | País   | Año       |
| ------------- | ------ | --------- |
| Comercial     | Brasil | 1968-1970 |
| Palmeiras     | Brasil | 1971-1978 |
| Vasco da Gama | Brasil | 1979-1980 |
| Grêmio        | Brasil | 1981-1982 |
| Corinthians   | Brasil | 1983      |
| Palmeiras     | Brasil | 1984-1985 |
| Sport Recife  | Brasil | 1986      |

### Como entrenador
| Club                 | País   | Año        |
| -------------------- | ------ | ---------- |
| Sport Recife         | Brasil | 1987-1988  |
| Coritiba             | Brasil | 1988-1989  |
| Palmeiras            | Brasil | 1989-1990  |
| São José             | Brasil | 1990-1991  |
| XV de Piracicaba     | Brasil | 1991-1992  |
| Shimizu S-Pulse      | Japón  | 1992-1994  |
| Juventude            | Brasil | 1995-1996  |
| Athletico Paranaense | Brasil | 1996       |
| Tokyo Verdy          | Japón  | 1996-1997  |
| Atlético Mineiro     | Brasil | 1997-1998  |
| Santos               | Brasil | 1998-1999  |
| Internacional        | Brasil | 1999       |
| Sport Recife         | Brasil | 2000       |
| Grêmio               | Brasil | 2000       |
| Selección brasileña  | Brasil | 2000 -2001 |
| Santos               | Brasil | 2001-2004  |
| Cruzeiro             | Brasil | 2004       |
| São Paulo            | Brasil | 2004-2005  |
| Vissel Kobe          | Japón  | 2005       |
| Palmeiras            | Brasil | 2005-2006  |
| São Caetano          | Brasil | 2006       |
| Corinthians          | Brasil | 2006-2007  |
| Atlético Mineiro     | Brasil | 2007       |
| Santos               | Brasil | 2007-2008  |
| Al-Sadd              | Catar  | 2008       |
| Atlético Mineiro     | Brasil | 2008-2009  |
| Sport Recife         | Brasil | 2009       |
| Goiás                | Brasil | 2010       |
| São Paulo            | Brasil | 2011-2012  |
| São Caetano          | Brasil | 2012       |

## Palmarés

### Como jugador

#### Campeonatos regionales
| Título              | Club        | País               | Año  |
| ------------------- | ----------- | ------------------ | ---- |
| Campeonato Paulista | Palmeiras   | San Pablo          | 1972 |
| Campeonato Paulista | Palmeiras   | San Pablo          | 1974 |
| Campeonato Paulista | Palmeiras   | San Pablo          | 1976 |
| Campeonato Gaúcho   | Grêmio      | Río Grande del Sur | 1980 |
| Campeonato Paulista | Corinthians | San Pablo          | 1983 |

#### Campeonatos nacionales
| Título                         | Club          | País   | Año  |
| ------------------------------ | ------------- | ------ | ---- |
| Torneo Roberto Gomes Pedrosa   | Palmeiras     | Brasil | 1969 |
| Campeonato Brasileño de Fútbol | Palmeiras     | Brasil | 1972 |
| Campeonato Brasileño de Fútbol | Palmeiras     | Brasil | 1973 |
| Campeonato Brasileño de Fútbol | Vasco da Gama | Brasil | 1979 |
| Campeonato Brasileño de Fútbol | Grêmio        | Brasil | 1981 |
| Campeonato Brasileño de Fútbol | Grêmio        | Brasil | 1982 |

#### Campeonatos internacionales
| Título                 | Equipo (*)          | Sede   | Año  |
| ---------------------- | ------------------- | ------ | ---- |
| Copa Mundial de Fútbol | Selección de Brasil | México | 1970 |

(*) Incluye la selección.

### Como entrenador

#### Campeonatos regionales
| Título                  | Club         | Estado     | Año  |
| ----------------------- | ------------ | ---------- | ---- |
| Campeonato Pernambucano | Sport Recife | Pernambuco | 2000 |
| Campeonato Paulista     | São Paulo    | San Pablo  | 2005 |

#### Campeonatos nacionales
| Título                         | Club         | País   | Año  |
| ------------------------------ | ------------ | ------ | ---- |
| Campeonato Brasileño de Fútbol | Sport Recife | Brasil | 1987 |
| Copa del Emperador             | Tokyo Verdy  | Japón  | 1996 |
| Campeonato Brasileño de Fútbol | Santos       | Brasil | 2002 |

#### Campeonatos internacionales
| Título        | Club             | Sede    | Año  |
| ------------- | ---------------- | ------- | ---- |
| Copa Conmebol | Atlético Mineiro | Lanús   | 1997 |
| Copa Conmebol | Santos           | Rosario | 1998 |